# Мило, Рони
Рони Мило (ивр. רוני מילוא‎; род. 26 ноября 1949, Тель-Авив, Израиль) — израильский политический деятель. Мэр Тель-Авива, министр в ряде правительств Израиля, кандидат на пост премьер-министра Израиля.

## Биография
С 24 сентября 1984 года по 20 ноября 1986 года заместитель министра по иностранным делам в двадцать первом правительстве.
С 22 декабря 1988 года по 7 марта 1990 года Министр здравоохранения Израиля в двадцать третьем правительстве.
С 7 марта 1990 года по 11 июня 1990 года министр труда и социального обеспечения в двадцать третьем правительстве Израиля.
В 1993 году стал мэром Тель-Авива и ушел с этой должности в 1998 году.
29 сентября 2003 года отказался занять пост посла Израиля в Великобритании.